# Sándor család (szlavnicai)
A szlavnicai és bajnai nemes, báró és gróf Sándor család egy régi, grófi ágon már kihalt magyar nemesi család. Ma a Sándoroknak kizárólag a Pozsonyi, Belga és Osztrák vérvonalak vannak jelen.

## Története

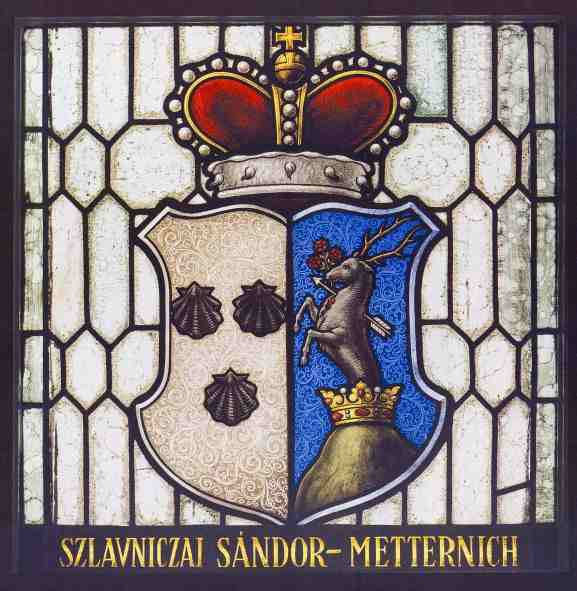
szlavnicai Sándor-Metternich címer

A Sándor család eredete minden bizonnyal Trencsén vármegyével hozható összefüggésbe. E vármegyében fekvő birtokukra, Szlavnicára 1456-ban nyertek királyi adománylevelet. A család 1706. július 25-én, Sándor Gáspár személyében nyert bárói rangot, de ez az ág kevéssel Gáspár után kihalt. A család másik ágából Menyhért 1719-ben kapott báróságot, unokája, Antal, pedig 1787. augusztus 27-én grófi rangra emelkedett. Sándor Móric, a család utolsó férfi tagja Metternich herceg leányát vette nőül. Lányuk, Sándor Paulina unokabátyjához ment feleségül, és így a vagyon a Metternich családra szállt.

## Nevezetesebb tagjai
- Sándor Antal (1734–1788) hétszemélynök, császári és királyi kamarás, a grófi cím megszerzője
- Sándor Gáspár (?–1723?) magyar főnemes, a család első bárója
- Sándor István (1756–1815) író, bibliográfus
- Sándor Menyhért (1661–1723) Esztergom vármegye alispánja, a bárói cím megszerzője
- Sándor Móric (1805–1878) magyar főúr, európai hírű lovas, úszó és vadász, az Ördöglovas

## Híresebb birtokaik
- Bajna (Sándor–Metternich-kastély)
- Bia
- Bicske
- Bot
- Buda (I. kerület, Sándor-palota)
- Esztergom (Sándor-palota)
- Gyarmatpuszta
- Nyitra
- Ráró
- Szalonca